# Wesmaelius majusculus
Wesmaelius majusculus is een insect uit de familie van de bruine gaasvliegen (Hemerobiidae), die tot de orde netvleugeligen (Neuroptera) behoort. 
Wesmaelius majusculus is voor het eerst wetenschappelijk beschreven door Kimmins in 1959.